# Bucknell Ridge
Bucknell Ridge är en bergstopp i Antarktis. Den ligger i Östantarktis. Australien gör anspråk på området. Toppen på Bucknell Ridge är 1 750 meter över havet.
Terrängen runt Bucknell Ridge är bergig åt nordost, men åt sydväst är den kuperad. Trakten är obefolkad. Det finns inga samhällen i närheten. 